# Ojdula
Ojdula é uma comuna romena localizada no distrito de Covasna, na região histórica da Transilvânia. A comuna possui uma área de 112.58 km² e sua população era de 3526 habitantes segundo o censo de 2007.